# Maxime Châtaignier
Maxime Châtaignier (* 15. September 1988 in Besançon) ist ein ehemaliger französischer Shorttracker.

## Werdegang
Châtaignier nahm zu Beginn der Saison 2004/05 in Saguenay erstmals am Shorttrack-Weltcup teil, wobei er den 20. Platz im Mehrkampf errang. Im weiteren Saisonverlauf wurde er bei den Teamweltmeisterschaften 2005 in Chuncheon Vierter und bei den Europameisterschaften 2005 in Turin Siebter mit der Staffel. Zudem kam er bei den Juniorenweltmeisterschaften 2005 in Belgrad auf den 14. Platz mit der Staffel sowie auf den achten Platz im Mehrkampf und gewann beim Europäischen Olympischen Winter-Jugendfestival 2005 in Monthey über 1000 m die Goldmedaille sowie über 500 m und 1500 m jeweils die Bronzemedaille. In der Saison 2005/06 lief er mit zwei sechsten Plätzen auf den achten Platz im Weltcup über 1500 m und gewann bei den Juniorenweltmeisterschaften 2006 in Miercurea Ciuc die Silbermedaille im Mehrkampf sowie die Goldmedaille mit der Staffel. Außerdem wurde er bei den Europameisterschaften 2006 in Krynica-Zdrój Siebter im Mehrkampf und holte die Silbermedaille mit der Staffel. Beim Saisonhöhepunkt, den Olympischen Winterspielen 2006 in Turin, errang er den 18. Platz über 1500 m. In der folgenden Saison erreichte er in Heerenveen mit dem dritten Platz mit der Staffel seine erste Podestplatzierung im Weltcup und lief bei den Europameisterschaften 2007 in Sheffield auf den zehnten Platz im Mehrkampf sowie auf den vierten Platz mit der Staffel. Zudem gewann er bei den Juniorenweltmeisterschaften 2007 in Mladá Boleslav die Bronzemedaille mit der Staffel und errang im Mehrkampf den neunten Platz. In der Saison 2007/08 gewann er bei den Europameisterschaften 2008 in Ventspils die Bronzemedaille mit der Staffel und bei den Juniorenweltmeisterschaften 2008 in Bozen die Silbermedaille mit der Staffel. In der Saison 2009/10 wurde er bei den Weltmeisterschaften 2010 in Sofia Zwölfter im Mehrkampf sowie Sechster mit der Staffel und bei den Teamweltmeisterschaften 2010 in Bormio Sechster. Außerdem errang er bei den Europameisterschaften 2010 in Dresden den vierten Platz mit der Staffel und gewann im Mehrkampf die Bronzemedaille. Beim Saisonhöhepunkt, den Olympischen Winterspielen 2010 in Vancouver, belegte er den fünften Platz mit der Staffel. 
Nach Platz drei über 1500 m sowie Rang zwei mit der Staffel beim Weltcup in Montreal zu Beginn der Saison 2010/11, kam Châtaignier über 1500 m in Québec sowie in Shanghai und über 1000 m in Changchun jeweils auf den dritten Platz und gewann damit die Weltcupwertung über 1500 m. Bei den Europameisterschaften 2011 in Heerenveen belegte er den 16. Platz im Mehrkampf und bei den Weltmeisterschaften 2011 in Sheffield den 19. Platz über 500 m sowie den fünften Rang über 1000 m. Außerdem wurde er bei der Winter-Universiade 2011 in Erzurum Siebter über 500 m und Vierter über 1500 m. In den folgenden Jahren lief er bei den Europameisterschaften 2012 in Mladá Boleslav auf den 11. Platz im Mehrkampf, bei den Weltmeisterschaften 2012 in Peking auf den 53. Rang im Mehrkampf und bei den Europameisterschaften 2013 in Malmö auf den 20. Platz im Mehrkampf sowie auf den siebten Rang mit der Staffel. In der Saison 2013/14 wurde er bei den Europameisterschaften 2014 in Dresden Achter mit der Staffel und belegte bei den Olympischen Winterspielen 2014 in Sotschi den 31. Platz über 1000 m und den 23. Rang über 1500 m. In seiner letzten aktiven Saison 2014/15 errang er bei den Europameisterschaften 2015 in Dordrecht den fünften Platz mit der Staffel und absolvierte in Izmir seinen letzten Weltcup, welchen er auf dem 30. Platz über 500 m beendete.

## Erfolge

### Olympische Spiele
- 2006 Turin: 18. Platz 1500 m
- 2010 Vancouver: 5. Platz Staffel
- 2014 Sotschi: 23. Platz 1500 m, 31. Platz 1000 m

### Shorttrack-Weltmeisterschaften
- 2010 Sofia: 6. Platz 1000 m, 10. Platz 1500 m, 10. Platz 500 m, 12. Platz Mehrkampf
- 2011 Sheffield: 5. Platz 1000 m, 18. Platz 500 m
- 2012 Peking: 43. Platz 500 m, 52. Platz 1000 m, 53. Platz Mehrkampf

### Team-Weltmeisterschaften
- 2005 Chuncheon: 4. Platz
- 2010 Bormio: 6. Platz

### Europameisterschaften
- 2005 Turin: 7. Platz Staffel
- 2006 Krynica-Zdrój: 2. Platz Staffel, 7. Platz Mehrkampf
- 2007 Sheffield: 4. Platz Staffel, 10. Platz Mehrkampf
- 2008 Ventspils: 3. Platz Staffel
- 2010 Dresden: 3. Platz Mehrkampf, 4. Platz Staffel
- 2011 Heerenveen: 16. Platz Mehrkampf
- 2012 Mladá Boleslav: 11. Platz Mehrkampf
- 2013 Malmö: 7. Platz Staffel, 20. Platz Mehrkampf
- 2014 Dresden: 8. Platz Staffel
- 2015 Dordrecht: 5. Platz Staffel

## Persönliche Bestleistungen
| Disziplin | Zeit         | Datum             | Ort           |
| --------- | ------------ | ----------------- | ------------- |
| 500 m     | 41,455 s     | 27. März 2010     | Bormio        |
| 1000 m    | 1:24,622 min | 19. Oktober 2012  | Calgary       |
| 1500 m    | 2:13,476 min | 10. Dezember 2011 | Shanghai      |
| 3000 m    | 5:15,370 min | 22. Januar 2006   | Krynica-Zdrój |